# André Godinat

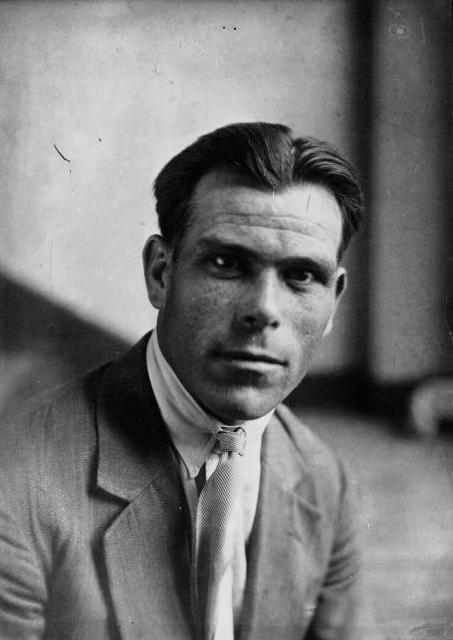
André Godinat in der Tour de France 1929

André Godinat (* 3. September 1903 in Reuil; † 3. Oktober 1979 in Épernay) war ein französischer Radrennfahrer.

## Sportliche Laufbahn
Als Amateur fuhr er für die Vereine Union Vélocipédique de Reims und Bicycle Club Rémois. 
Er war von 1928 bis 1937 Berufsfahrer. 1928 siegte er im Rennen Nancy–Colmar. 1932 gewann er die nationale Meisterschaft im Straßenrennen der Profis. 1929 siegte er im Grand Prix de Reims, einem Wettbewerb für Sprinter im Bahnradsport. 1930 gewann er das Eintagesrennen Circuit de la Vienne. Seinen bedeutendsten sportlichen Erfolg hatte er 1931 mit dem Gewinn der 4. Etappe der Tour de France. Es folgte der Sieg im Etappenrennen Épernay–Chaumont–Épernay. 1932 wurde er nationaler Meister im Straßenrennen vor Antonin Magne. Bei den UCI-Straßen-Weltmeisterschaften belegte er den 9. Rang.
In seinen drei Teilnahmen an der Tour de France 1928, 1929 und 1931 schied er jeweils aus. Im Giro d’Italia 1932 wurde er 47.